# Aplatamus uniformis
Aplatamus uniformis es una especie de coleóptero de la familia Silvanidae.

## Distribución geográfica
Habita en Guatemala.